# 조지 리고드

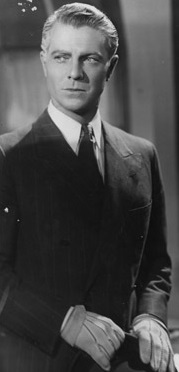

조지 리고드(George Rigaud, 1905년 8월 11일 ~ 1984년 1월 17일)는 아르헨티나의 영화배우이다.
부에노스아이레스에서 태어났으며 레가네스에서 사망하였다. 사인은 교통사고이다.

## 영화
- 웨어 타임 비갠 (1976년)
- 신디케이트 워 (1973년)
- 올 더 컬러스 오브 더 다크 (1972년)
- 스페셜 코드 (1966년) - 후버 역
- 슈가 콜트 (1966년)
- 석양의 건맨 (1966년)
- 핑거 온 더 트리거 (1965년)
- 리오를 향하여 (1963년)
- 발렌타인 데이 (1959년)
- 데얼즈 노 투모로우 (1939년)
- 독립기념일 (1933년)